# Sargassocarcinus
Sargassocarcinus is een geslacht van kreeftachtigen uit de klasse van de Malacostraca (hogere kreeftachtigen).

## Soort
- Sargassocarcinus sublimis (Rathbun, 1916)